# Youssef Fennich
Youssef Fennich (Amsterdam, 12 februari 1993) is een Nederlands-Marokkaans voetballer die bij voorkeur als middenvelder speelt.

## Carrière
Fennich maakte op 8 maart 2014 maakte hij zijn debuut in de Eredivisie toen hij het met PEC Zwolle uit tegen sc Heerenveen speelde (3–0 verlies). Na één seizoen in de selectie van de hoofdmacht van Zwolle werd zijn contract niet verlengd. Na een stageperiode bij FK Inter Bakoe tekende Fennich op 14 november 2014 een contract voor drie seizoenen bij de club. Hij tekende in november 2014 een driejarig contract bij FK Inter Bakoe, dat hem na een stageperiode transfervrij inlijfde. In juli 2015 verliet hij de club en vond voor een lange tijd geen nieuwe profclub meer. In september 2017 vond hij met het Marokkaanse Chabab Rif Al Hoceima een nieuwe club. In het seizoen 2018/19 kwam hij uit voor Mouloudia Oujda.

### Carrièrestatistieken
| Seizoen                   | Club            | Land            | Competitie      | Competitie | Competitie | Beker | Beker | Internationaal | Internationaal | Overig | Overig | Totaal | Totaal |
| Seizoen                   | Club            | Land            | Competitie      | Wed.       | Dlp.       | Wed.  | Dlp.  | Wed.           | Dlp.           | Wed.   | Dlp.   | Wed.   | Dlp.   |
| ------------------------- | --------------- | --------------- | --------------- | ---------- | ---------- | ----- | ----- | -------------- | -------------- | ------ | ------ | ------ | ------ |
| 2013/14                   | PEC Zwolle      | Nederland       | Eredivisie      | 1          | 0          | 0     | 0     | 0              | 0              | 0      | 0      | 1      | 0      |
| 2014/15                   | FK Inter Bakoe  | Azerbeidzjan    | Premyer Liqası  | 0          | 0          | 0     | 0     | 0              | 0              | 0      | 0      | 0      | 0      |
| Carrière totaal           | Carrière totaal | Carrière totaal | Carrière totaal | 1          | 0          | 0     | 0     | 0              | 0              | 0      | 0      | 1      | 0      |
| Bijgewerkt tot 4 mei 2014 |                 |                 |                 |            |            |       |       |                |                |        |        |        |        |

## Interlandcarrière

### Nederland onder 17
Op 22 september 2009 debuteerde Fennich voor het Nederland -17 in een vriendschappelijke wedstrijd tegen Frankrijk -17 (1-0 verlies).
| Interlands van Youssef Fennich | Interlands van Youssef Fennich | Interlands van Youssef Fennich | Interlands van Youssef Fennich | Interlands van Youssef Fennich | Interlands van Youssef Fennich |
| №                              | Datum                          | Wedstrijd                      | Uitslag                        | Soort Wedstrijd                | Doelpunten                     |
| Als speler bij AFC Ajax        | Als speler bij AFC Ajax        | Als speler bij AFC Ajax        | Als speler bij AFC Ajax        | Als speler bij AFC Ajax        | Als speler bij AFC Ajax        |
| ------------------------------ | ------------------------------ | ------------------------------ | ------------------------------ | ------------------------------ | ------------------------------ |
| 1.                             | 22 september 2009              | Frankrijk – Nederland          | 1 – 0                          | Vriendschappelijk              | 0                              |
| 2.                             | 22 oktober 2009                | Nederland – Andorra            | 4 – 0                          | Kwalificatie EK 2010           | 0                              |
| 3.                             | 24 oktober 2009                | Nederland – Malta              | 1 – 2                          | Kwalificatie EK 2010           | 0                              |
| 4.                             | 6 februari 2010                | Nederland – Tsjechië           | 3 – 1                          | Vriendschappelijk              | 0                              |
| 5.                             | 8 februari 2010                | Denemarken – Nederland         | 2 – 1                          | Vriendschappelijk              | 0                              |